# Dorohoi
Dorohoi je město v Rumunsku v župě Botoșani. Nachází se u břehu řeky Jijia, blízko hranic s Ukrajinou, asi 35 km severozápadně od města Botoșani, 144 km severozápadně od Jasů a asi 475 km severovýchodně od Bukurešti. V roce 2011 žilo ve městě 24 309 obyvatel, Dorohoi je tak druhým největším městem župy Botoșani.
První písemná zmínka o městě pochází z roku 1408. Během první světové války bylo Dorohoi bombardováno. Do ruské okupace Besarábie a severní Bukoviny v roce 1940 bylo Dorohoi centrem stejnojmenné župy. 1. července 1940 ve městě proběhl pogrom, při němž bylo zavražděno 53 židovských obyvatel. Po holokaustu počet židovských obyvatel města vzrostl, ale začal klesat po vyhlášení státu Izrael. V roce 2010 bylo město zasaženo povodní, extrémně silný déšť zde způsobil smrt šesti lidí.
Městem procházejí silnice DN29A a DN29B. Sousedními městy jsou Bucecea, Darabani a Siret.